# 川島幸希
川島 幸希（かわしま こうき、1960年12月21日 - ）は、日本近代文学研究者、古書収集家。学校法人秀明学園理事長、秀明大学名誉学長。旧姓は引田。

## 来歴・人物
東京都生まれ。父の実家は群馬県高崎市だった。慶應義塾高等学校を経て、東京大学文学部を卒業した。卒業後、約2年間中曽根康弘の秘書を務めた経験を持つ。
秀明学園中学校、高校の校長を経て秀明大学教授。2024年3月まで秀明大学学長。日本近代文学初版本の蒐集家で研究家。2019年の報道では、初版本蒐集はすでに「引退した」と述べている。
2021年12月に前橋文学館に萩原朔太郎の第一詩集『月に吠える』の初版無削除版を寄贈。2022年1月から同館で一般向けに公開された。これにより翌2023年4月に紺綬褒章を受賞している。

## 著書
- 『署名本の世界 漱石・鷗外から太宰・中也まで』 日本古書通信社 1998
- 『英語教師　夏目漱石』新潮選書 2000
- 『英語だいすき これで成功した!小学生の英語勉強術』新潮社 2000
- 『スーパーエリートを育てる小学生からの勉強法』講談社 2001
- 『書き写したい言葉 漱石の巻』新潮社 2002
- 『初版本講義』日本古書通信社 2002
- 『この家庭学習法が小学生の学力を伸ばす 親がしなければならないこと、してはいけないこと』二見書房 2004
- 『署名本は語る』人魚書房 2005
- 『初版本伝説』人魚書房 2009
- 『国語教科書の闇』新潮新書 2013
- 『私がこだわった初版本』人魚倶楽部 2013
- 『川島幸希初版本著書目録』人魚倶楽部 2014
- 『近代文学署名本三十選』日本古書通信社 2019
- 『直筆の漱石　発掘された文豪のお宝』新潮選書 2019
- 『140字の文豪たち』秀明大学出版会 2020
- 『初版本解読』日本古書通信社 2021
- 『太宰治『晩年』の署名本』2023